# Litoria phyllochroa
Litoria phyllochroa är en groddjursart som först beskrevs av Günther 1863.  Litoria phyllochroa ingår i släktet Litoria och familjen lövgrodor. IUCN kategoriserar arten globalt som livskraftig. Inga underarter finns listade i Catalogue of Life.